# Metzgeria dorsipara
Metzgeria dorsipara là một loài Rêu trong họ Metzgeriaceae. Loài này được (Herzog) Kuwah. mô tả khoa học đầu tiên năm 1976.